# Daniela Torto
Pour les articles homonymes, voir Torto.
Daniela Torto, née le 18 août 1985 à Chieti (Italie), est une femme politique italienne.

## Biographie
Daniela Torto naît le 18 août 1985 à Chieti. Elle étudie au licée scientifique Masci à Chieti, puis au conservatoire Braga à Teramo.
Torto contribue à la création du groupe de militants Mouvement 5 étoiles (M5S) à Bucchianico en 2013, puis fait partie de l’équipe de campagne du M5S pour les élections municipales à Chieti.
Elle est élue députée M5S lors des élections générales de 2018.